# Wang Xiaoli (żeglarka)
Wang Xiaoli (chiń. 王晓丽; ur. 12 maja 1982 w Binzhou) – chińska żeglarka startująca w klasie 470, olimpijka.
Dwukrotnie reprezentowała swój kraj na igrzyskach olimpijskich: w 2012 w Londynie zajęła 11. miejsce w klasie 470. Cztery lata później na igrzyskach w Rio de Janeiro zajęła 16. miejsce w tej samej konkurencji.
Na mistrzostwach świata w żeglarstwie w 2013 zdobyła brązowy medal w parze z Huang Xufeng.